# دی‌ام‌سی‌آی هوم
دی‌ام‌سی‌آی هوم (انگلیسی: DMCI Homes) شرکت املاک فیلیپینی است، که در سال ۱۹۹۵ تأسیس شد.